# Сунил Бабу Пант
Сунил Бабу Пант (непальск. सुनिलबाबु पन्त, род. 28 июня 1972) — непальский политический и общественный деятель, первый открытый гей в политике Непала и в парламенте страны, а также всех азиатских парламентов. В 2021 году стал буддистским монахом под именем Бхикшу Кашьяп.

## Биография
Родился в семье брахманов в округе Горкха, провинция Гандаки-Прадеш. Окончил среднюю школу Лакшми. В 1991 году по стипендии поступил в 	Белорусский государственный университет, который окончил со степенью магистра компьютерных наук
Во время пребывания в Беларуси Пант столкнулся с жесткой дискриминацией в отношении ЛГБТ-сообщества. Он вспоминал массовые предубеждения, полицейские рейды, насилие и официальную гомофобию, включая размещённые в больницах плакаты с предупреждениями «остерегаться геев». Этот опыт оказал глубокое влияние на его будущую правозащитную деятельность.
Совершил каминг-аут в 29 лет во время экологического волонтёрства в Японии, где он занимался очисткой рек от мусора. Там же занялся изучением работ по индуизму и сексуальности. 
Вскоре поступил на магистерскую программу по информатике в Гонконгском университете науки и технологии, однако уже спустя 6 месяцев бросил учёбу, чтобы принять участие в ликвидации последствий циклона в Одише в 1991 году.В Индии Пант познакомился с буддизмом и вскоре стал его последователем. Позднее он принял учение махаяны — одного из основных направлений буддизма, распространённого в Восточной Азии.

## Активизм
В 2001 году Пант основал «Общество голубого алмаза» (англ. Blue Diamond Society), первую в Непале организацию по защите прав ЛГБТ. Изначально организация сосредоточилась на профилактике ВИЧ/СПИДа — Панта даже стали называть Кандам Бахадур (непальск. कण्डम बहादुर. Кандам — непальское произношение слова «презерватив», а Бахадур — распространенное непальское имя). Впоследствии организация расширила свою деятельность, включая мониторинг и документирование нарушений прав человека. По состоянию на 2023 год, «Общество голубого алмаза» имело офисы в 7 провинциях Непала, а число сотрудников превышало 500 человек.
В качестве известного ЛГБТ-активиста Сунил Бабу Пант принял участие в совещании экспертов 2006 года, завершившемся принятием Джокьякартских принципов применения международно-правовых норм о правах человека в отношении сексуальной ориентации и гендерной идентичности.
В апреле 2007 года Пант совместно с представителями других ЛГБТ-организаций подал иск против правительства в Верховный суд Непала, требуя признания третьего пола, отмены дискриминационных законов и компенсации жертвам насилия. В своём решении от 21 декабря 2007 года Верховный суд удовлетворил требования заявителей. Суд постановил, что лица с нестандартной гендерной идентичностью и сексуальной ориентацией являются полноправными гражданами и имеют право на равную защиту закона. Он обязал правительство внести соответствующие изменения в законодательство и обеспечить признание третьего пола в официальных документах.
В марте 2012 года он направил открытое письмо основателю Facebook Марку Цукербергу и сооснователю Крису Хьюзу. В этом письме он призвал добавить в настройки профиля социальной сети возможность выбора пола, отличного от "мужского" и "женского", чтобы учесть интересы трансгендерных и небинарных пользователей. Пант отметил, что существующие опции исключают людей, не идентифицирующих себя в рамках бинарной системы, и подчеркнул важность признания разнообразия гендерных идентичностей. В 2014 году Facebook расширил список гендерных идентичностей, добавив более 50 новых вариантов, включая "андрогинный", "бигендер", "интерсекс", "гендерно-флюидный" и "транссексуал". Это изменение позволило пользователям более точно отражать свою гендерную идентичность в профилях.
В 2013 году Сунил Бабу Пант покинул пост исполнительного директора Blue Diamond Society (BDS) на фоне критики, связанной с получением двух зарплат — за работу в парламенте и в BDS. В том же году он присоединился к Коммунистической партии Непала (Объединённой марксистско-ленинистской), но не получил места в парламенте, поскольку партия не выдвигала кандидатов, ранее занимавших депутатские посты.
В 2014 году был номинирован на Нобелевскую премию мира за "значительный вклад в продвижение прав сексуальных и гендерных меньшинств в Непале и за его пределами". Несмотря на то, что премию в том году получили Малала Юсуфзай и Кайлаш Сатьяртхи за борьбу за права детей и молодежи, сама номинация Панте стала признанием его усилий в продвижении прав ЛГБТ-сообщества в Южной Азии.
В 2020 году Пант завершил свою политическую карьеру, приняв монашеское пострижение в Шри-Ланке и взяв имя Бхикшу Кашьяп.
Был режиссёром представленного на ЛГБТ-кинофестивале «Кашиш» короткометражного фильма 2023 года "Blue Flower", рассказывающего о жизни скрытого гея в сельском Непале.

## Pink Mountain
В 2011 году он основал туристическое агентство «Pink Mountain Travels and Tours», ставшее первым в Непале предприятием, ориентированным на ЛГБТ-туризм. Запуск агентства совпал с праздником Дивали, что символизировало надежду на процветание и инклюзивность.
Pink Mountain предлагало специализированные туристические пакеты, включая церемонии однополых бракосочетаний в индуистском или буддийском стиле. Особое внимание СМИ привлекла первая в Непале церемония однополого брака, организованная Pink Mountain. Бракосочетание в традиционном непальском стиле состоялось между двумя гражданками США — Кортни Митчелл и Сарой Уэлтон — и сопровождалось широким освещением в национальной и международной прессе.
Туристическая инициатива Панта получила поддержку Министерства туризма Непала и была частью национальной кампании "Visit Nepal 2011", направленной на привлечение одного миллиона туристов. Пант подчеркивал, что развитие ЛГБТ-туризма может способствовать экономическому росту страны и социальной интеграции маргинализированных групп.